# NGC 1579
NGC 1579 is een reflectienevel in het sterrenbeeld Perseus. Het hemelobject werd op 27 december 1788 ontdekt door de Duits-Britse astronoom William Herschel. Omdat NGC 1579 sterk lijkt op Messier 20 (Trifid nebula) hebben Engelstalige amateurastronomen er de bijnaam Northern Trifid nebula aan gegeven (Noordelijke Drielobbige nevel).

## Opzoekmethode NGC 1579
Anderhalve graad ten zuidwesten van NGC 1579 bevindt zich een asterisme dat uit een rij van drie sterren bestaat. De schijnbare diameter van deze sterrenrij is iets minder dan een halve graad. Deze drie sterren, HD 27770, 55 Persei, en 56 Persei, met magnituden rond +5 en +6, kunnen met behulp van verrekijkers en kleine telescopen gemakkelijk worden waargenomen. Amateurastronomen kunnen deze sterrenrij aanwenden als gidsobject om op zoek te gaan naar NGC 1579.

## Synoniemen
- LBN 766